# Jachiam Bifrun

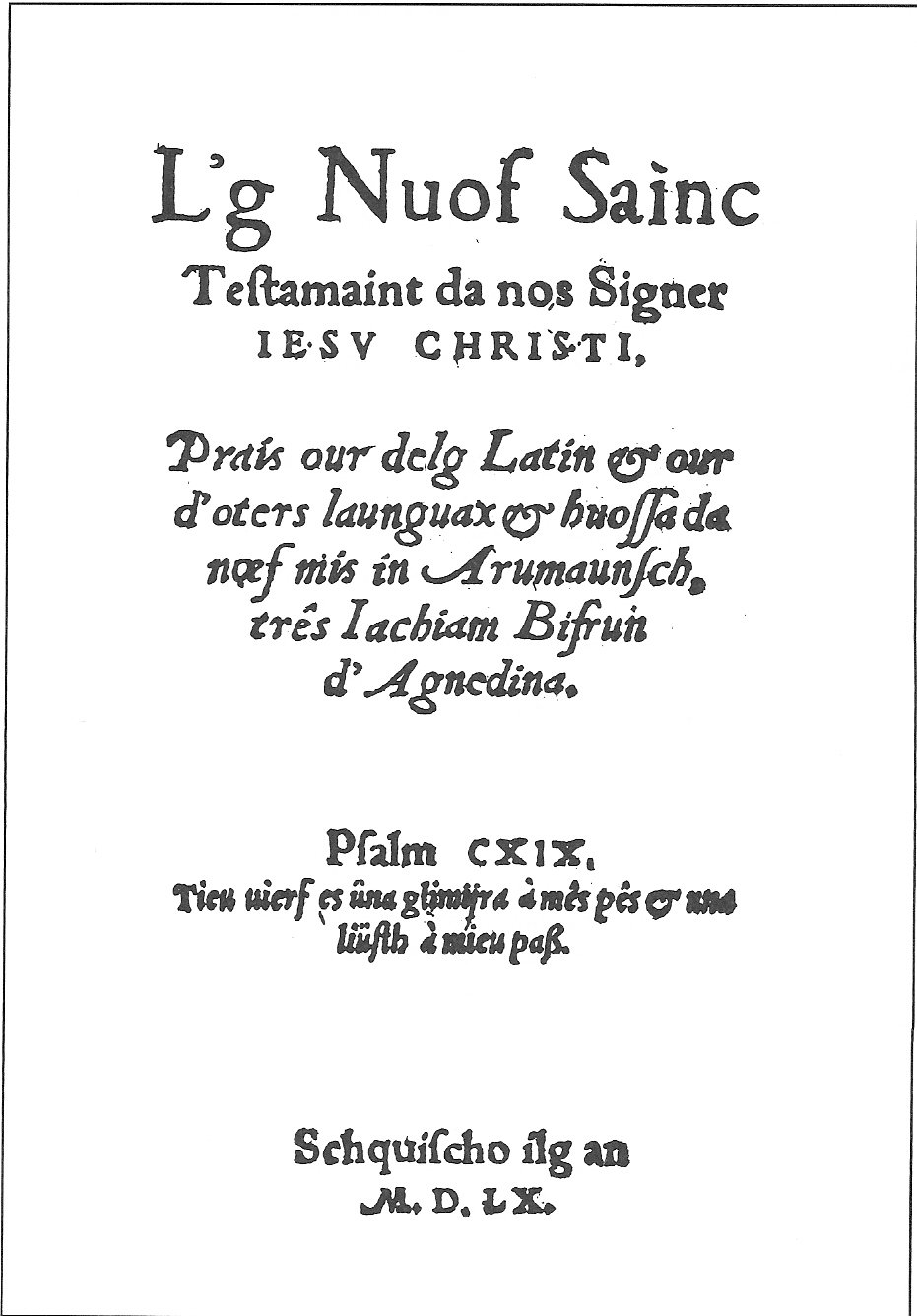
L'g Nuof Saint Testamaint da noss Signer Jesu Christi Prais our delg Latin et our d' oters languax et buossa da noef miss in Arumansch tres Jachiam Bifrun d' Agnedina..

Jachiam Tütschett Bifrun (n. 8 aprilie 1506, Samedan, Elveția - d. 13 decembrie 1572) a fost un jurist elvețian și reformator al limbii romanșe.
S-a aflat printre principalii promotori ai Reformei în Graubünden, introdus în anul 1551. La 1552 a publicat prima tipăritură în limba romanșă, Fuorma - o traducere a catehismului din Cuira. Este cunoscut pentru traducerea Noului Testament din propria cheltuială (1560), în baza ediției latinești a lui Erasmus din Roterdam (1521).